# ديجان غوفيداريكا
ديجان غوفيداريكا (بالصربية: Дејан Говедарица)‏، من مواليد 2 أكتوبر 1969 في زرينجانين في صربيا، لاعب كرة قدم صربي سابق.
بدأ مسيرته الكروية مع نادي برولتر زرينجانين في عام 1989، ولعب معهم حتى عام 1992، وفي عام 1992 انتقل إلى نادي فويفودينا، ولعب معهم حتى عام 1996، وفي عام 1996 انتقل إلى نادي فولندام، ولعب معهم حتى عام 1997، وبعدها لعب مع نادي ليتشي الإيطالي ونادي فالفيك الهولندي ونادي نيميغين الهولندي.
و قد لعب مع منتخب صربيا لكرة القدم في كأس العالم لكرة القدم 1998.

## مسيرته الكروية
لعب ديجان غوفيداريكا خلال مسيرته الاحترافية مع 6 أندية في ثمانية عشر موسمًا وسجل خلالها 58 هدفًا ضمن 371 مباراة. ولم يفز بأي موسم بالكأس أو بالدوري.
خاض ديجان غوفيداريكا مسيرته مع برولتر زرنيانين ‏ في موسم 1989–90 واستمر معه طيلة ثلاثة مواسم، مشاركًا في 75 مباراة سجل خلالها 16 هدفًا. ثم انتقل إلى نادي فويفودينا في موسم 1992–93 في المرة الأولى ليلعب معه أربعة مواسم ثم في موسم 2004–05 لمدة موسم واحد، حيث شارك طوالها في 104 مباراة سجل خلالها 24 هدفًا. لينتقل بعدها إلى نادي فولندام في موسم 1995–96 واستمر معه طيلة ثلاثة مواسم، مشاركًا في 37 مباراة سجل خلالها 8 أهداف. ثم انتقل إلى نادي ليتشي في موسم 1997–98 لمدة موسم واحد، مشاركًا في 21 مباراة سجل خلالها هدفًا واحدًا. هذا وانتقل لاحقًا إلى نادي آر كي سي فالفيك في موسم 1998–99 ليلعب معه أربعة مواسم، مشاركًا في 78 مباراة سجل خلالها 7 أهداف. ثم انتقل بعدها إلى نادي إن إي سي نيميخن في موسم 2002–03 ولمدة موسمين، مشاركًا في 56 مباراة سجل خلالها هدفين.

## روابط خارجية
- ديجان غوفيداريكا على موقع الاتحاد الدولي (مؤرشف)  (الإنجليزية)
- ديجان غوفيداريكا على موقع قاعدة بيانات كرة القدم.إي يو (الإنجليزية)
- ديجان غوفيداريكا على موقع ناشيونال فوتبول تيمز (الإنجليزية)
- ديجان غوفيداريكا على موقع Soccerway.com (الإنجليزية)
- ديجان غوفيداريكا على موقع عالم كرة القدم.نت (الإنجليزية)
- ديجان غوفيداريكا على موقع كووورة